# Хоэн-Шпренц
Хоэн-Шпренц (нем. Hohen Sprenz) — община в Германии, в земле Мекленбург-Передняя Померания.
Входит в состав района Гюстров. Подчиняется управлению Лаге. Население 482 человек (2009); в 2003 г. — 545. Занимает площадь 22,43 км².